# Hedda Gabler (1963, Paul Hoffmann)
Hedda Gabler ist ein deutscher Fernsehfilm unter der Regie von Paul Hoffmann nach dem  gleichnamigen Bühnenstück von Henrik Ibsen. Ruth Leuwerik ist in der Hauptrolle der Titelfigur zu sehen, Wolfgang Kieling als ihr Ehemann Jörgen Tesman und Martin Benrath als ihr ehemaliger Geliebter Ejlert Lövborg.  

## Handlung
Hedda Gabler, Tochter eines verstorbenen Generals, die den Gelehrten Jörgen Tesman geheiratet hat, hat für ihren Mann nichts übrig. Sie hält ihn für einen Spießer und langweilt sich mit ihm. Obwohl sie ihren Mann durch ihr exaltiertes und rücksichtsloses Verhalten immer wieder provoziert, nimmt Tesman das so hin, ebenso wie seine Tante Julie, die sich aber insgeheim um ihren Neffen sorgt. Amtsgerichtsrat Brack, der der Familie regelmäßig Besuche abstattet und Hedda auch unverhohlen den Hof macht, sieht, was Heddas Wesen betrifft, klarer. Für Hedda sind Bracks Besuche eine willkommene Abwechslung aus ihrem Einerlei, zumal sie die Gespräche mit dem gescheiten Mann sehr genießt. Ein anderes Hobby Heddas sind Schießübungen, die sie mit den von ihrem Vater geerbten Pistolen veranstaltet. 
Als Ejlert Lövborg, ein Jugendfreund Heddas, in die Stadt kommt, ist sie elektrisiert. Lövborg und sie hatten sich einmal leidenschaftlich geliebt, jedoch hatte Hedda ihn letztendlich verschmäht, weil sie der Ansicht war, dass er ihr nicht die Zukunft bieten könne, die sie sich vorstellte. Inzwischen sieht es jedoch anders aus, da Lövborg, ein begabter Kunsthistoriker, ein Buch geschrieben hat, das Aufsehen zu erregen verspricht. Von ihrer ehemaligen Schulfreundin Thea Elvsted erhält Hedda Informationen, die ihr gar nicht gefallen. Zwischen Lövborg und Elvsted besteht inzwischen eine enge Verbindung, auch bei der Vorbereitung des Buches war die junge Frau involviert und der gute Geist des Kunsthistorikers. 
Hedda ist eifersüchtig auf Thea und beginnt Intrigen zu spinnen. Ihr erstes Wiedersehen mit dem ehemaligen Geliebten hat Hedda gezeigt, dass er sie niemals vergessen konnte. Aber Thea Elvsted soll ihn nicht bekommen. So bringt sie Lövborg dazu, dass er wieder zu trinken beginnt. Als er einen öffentlichen Skandal verursacht, macht er sich selbst unmöglich, und seine noch vor kurzem so erfolgreich scheinende Karriere ist passé. Die Hilfe, die er von Hedda erwartet, besteht darin, dass sie ihm bedeutungsvoll eine ihrer Pistolen zusteckt. Tatsächlich beendet diese sein Leben, allerdings anders, als von Hedda geplant. Ein Schuss, der sich von selbst auslöste und ihn in den Bauch traf, bereitete Lövborg ein äußerst qualvolles Ende. 
Als Hedda davon erfährt, beschließt sie für sich, ihr Leben, das ihr ohnehin sinnlos erscheint und sie anekelt, zu beenden. Während ihr Mann und Thea im Nebenzimmer Lövborgs wertvolles Manuskript rekonstruieren, dessen Original von Hedda verbrannt wurde, erschießt sie sich. 

## Produktionsnotizen
Produktionsfirma war die TV60Filmproduktion (München) im Auftrag des Zweiten Deutschen Fernsehens (ZDF). Die Bauten schuf Wolf Englert.
Die Erstausstrahlung von Hedda Gabler erfolgte am 30. Oktober 1963 im ZDF. Das Stück firmierte auch unter dem Titel Die Tochter des Generals (Neues Film-Programm Nr. 3573).

## Kritik
Im damaligen TV-Programm von Mittwoch, dem 30. Oktober 1963, wurde das Schauspiel als „ausweglos pessimistisches Stück“ vorgestellt. „Die kalte Gewissenlosigkeit, mit der die Titelheldin ihre Umwelt in ihr selbstverschuldetes Unglück mitreißt, wirk[e] um so unglaubwürdiger, als der gesellschaftskritische Ansatz des Stückes heute überholt“ sei, war weiter zu lesen.
In der Fernsehzeitschrift Gong Nr. 46 aus dem Jahr 1963, S. 79, war zu lesen: „Mit ‚Hedda Gabler‘ kam das vielleicht herbste und befremdlichste Drama Ibsens auf den Mainzer Bildschirm. Und es war – um es vorweg zu sagen – die schlechteste Inszenierung, die man bislang im Fernsehen von einem Drama des norwegischen Dichters sah. Ruth Leuwerik war die Titelrolle der gefühlskalten Egoistin zugedacht, die mit ihrem und anderer Schicksal spielt.“ Der Kritiker stellte die Frage, wie man der Schauspielerin in ihrer ersten Fernsehrolle „den Part der düsteren Dämonin“ habe „zumuten“ können; ihr der „Kultivierte[n], Liebenswerte[n]“, der „Verkörperung bürgerlichen Maßes“. Kurzum: sie sei eine „totale Fehlbesetzung“, schlimmer noch „ein Witz“. Schade sei es um „so achtbare schauspielerische Leistungen wie die von Martin Benrath und vor allem Wolfgang Kieling, der als versponnener Wissenschaftler eine feine Charakterstudie“ gezeichnet habe. Allerdings hätten auch sie „das angestaubte, unglaubhafte Stück“ nicht retten können.
Völlig anders sah das der Kritiker der Fernsehzeitschrift Hörzu. In der Nummer 46/1963, S. 86, war nachzulesen, dass Ruth Leuwerik auf die erstaunte Frage, ob sie denn die Hedda Gabler spielen könne, bitter geantwortet habe, sie wisse, dass man sie für eine Kitschliese halte. Der Kritiker befand: „Sie konnte es!“ und führte weiter aus: „In dieser berühmt schwierigen Rolle lieferte sie eine souveräne Interpretation des vielschichtigen Stücks. Sie bewegte sich sicher in den feinen Abstufungen zwischen Bosheit und Hilflosigkeit, zwischen Nervosität und zäher Intriganz, zwischen Sehnsucht und Kälte, und sie gab so der vieldeutigen Figur eine überzeugende Tragik. Auch die Rollen ihrer Partner waren gut besetzt und hervorragend gestaltet.“